# Berlinghiero Berlinghieri
Pour les articles homonymes, voir Berlinghieri.
Berlinghiero Berlinghieri (Volterra, fin du XIIe siècle - Lucques, après 1236) est un peintre italien gothique, actif à Lucques à partir de 1228 au sein de l'atelier familial des Berlinghieri, dont l'unité stylistique est telle qu'il est difficile de  différencier leurs œuvres.

## Biographie
Mis à part un Berlingerius me pinxit marquant un crucifix à Lucques, peu d'autres documents le citent : un le qualifie « natif de Milan en l'année 1228 » (mais cela semble peu probable), un deuxième énonce qu'il est décédé.
Il semble, cependant, qu'il soit né à Volterra, en Toscane, à une date inconnue au début du XIIIe siècle

## Œuvres
Ses œuvres sont emblématiques de la manière dont, dans la première moitié du XIIIe siècle, la peinture toscane est encore très influencée par la peinture médiévale comme en témoigne le Crucifix peint du Christus triumphans  « vivant » (symbolique) ; Il faudra attendre Cimabue pour aborder le thème du Christus patiens (souffrant).
- Crucifix de Fucecchio
- Crucifix Berlinghieri de Lucques

## Sources de traduction
- (de) Cet article est partiellement ou en totalité issu de l’article de Wikipédia en allemand intitulé « Berlinghiero Berlinghieri » (voir la liste des auteurs).

- (it) Cet article est partiellement ou en totalité issu de l’article de Wikipédia en italien intitulé « Berlinghiero Berlinghieri » (voir la liste des auteurs).